# スガウリ条約

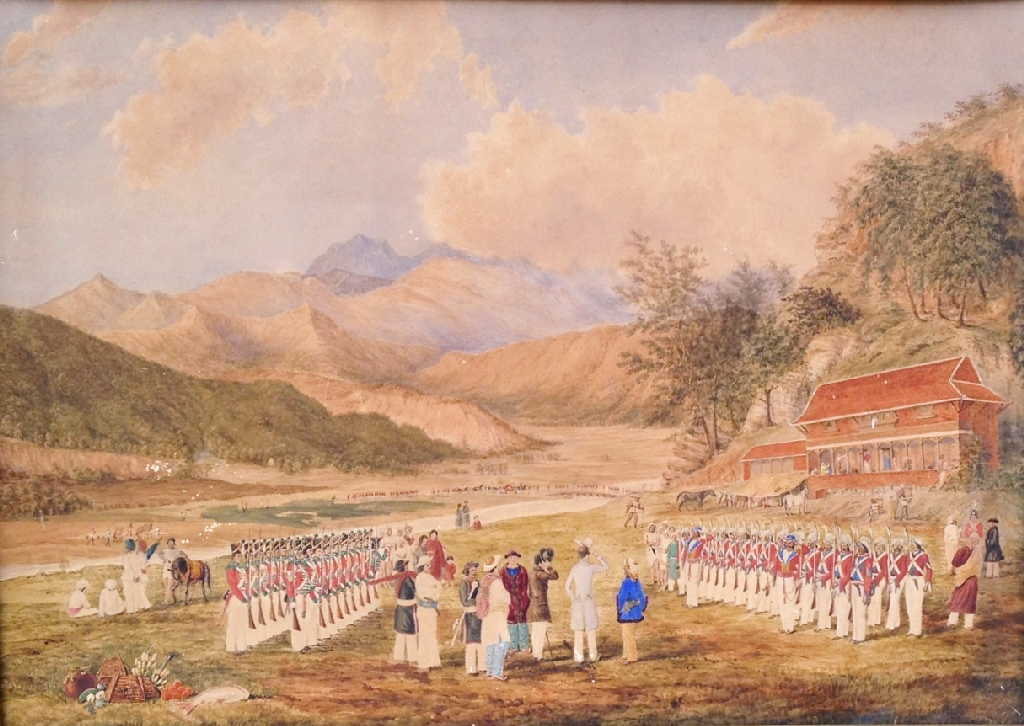
スガウリ条約の締結

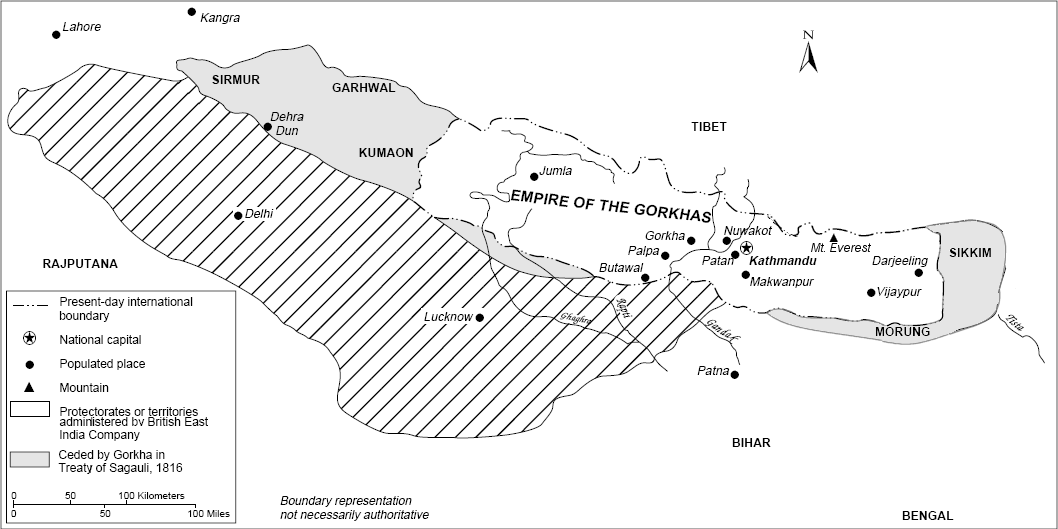
スガウリ条約による領土の変化

スガウリ条約（スガウリじょうやく、英語:Treaty of Sugauli、ネパール語:सुगौली सन्धि）は、1815年12月2日にネパールのスガウリで締結されたグルカ戦争の講和条約（批准は1816年3月4日）。
1814年に始まったグルカ戦争でネパールは不利になり、首都近郊までイギリス軍が迫る勢いだったため、1815年12月にイギリスと講和を結んだ。
この条約により、シッキム、ダージリン、タライ地方などをイギリスに割譲し、その面積はネパール領3分の1に相当した。また、タライ地方からの収入に相当する額として20万ルピーを払った。なお、イギリスはその年に末にタライ地方を返還し、補償金の支払いも停止した。